# Sonnenschutzglas
Sonnenschutzglas ist ein spezielles Flachglas, das eine zu starke Sonneneinstrahlung in ein Gebäude und damit eine übermäßige Aufheizung der Raumluft vermindert. Diesen Effekt erreichen Sonnenschutzgläser durch Absorption oder Reflexion: Dem Absorptionsglas werden bei der Glasschmelze Farbstoffe (z. B. Eisen(II)-, Eisen(III)- und Kupfer(II)-oxid) beigemischt. Das reflektierende Glas kann eine Reflexion im nicht-sichtbaren Bereich (Infrarotbereich, für das menschliche Auge nicht wahrnehmbar) und/oder sichtbaren Bereich aufweisen. Dieses Glas ist mit metallischen, dielektrischen, halbleitenden Substanzen als festhaftender Film beschichtet.

## Funktionsweise

Aufbau eines Sonnenschutz-Isolierglases auf Basis Silberbeschichtung

Sonnenschutzglas kann entweder als alleiniger Sonnenschutz oder in Kombination mit anderen Verschattungs- und Kühlungssystemen verwendet werden. Die Wirkungsweise ist bei gefärbtem und beschichtetem Sonnenschutzglas unterschiedlich. Gefärbtes Sonnenschutzglas absorbiert die Sonnenstrahlung und gibt die Energie wieder nach außen ab. Beschichtetes Glas bewirkt, dass die einstrahlende Energie nach außen reflektiert wird.
Es gibt unterschiedliche Arten von Beschichtungen. So sind manche Beschichtungen für die Verwendung auf Einzelglasscheiben und zum Einbau auf der Wetterseite geeignet, andere wiederum müssen zu Isolierglas verarbeitet werden. Wird die Beschichtung auf die Außenseite der äußeren Glasscheibe aufgetragen, ist der Lichtreflexionsgrad höher, es entsteht ein erhöhter Spiegeleffekt. Wird die Sonnenschutz-Beschichtung nur auf der Innenseite der Außenscheibe verwendet (wie bei allen infrarotreflektierenden Gläsern), entsteht ein geringerer oder kein Spiegeleffekt. Zum Teil ist die Reflexion sogar niedriger als bei unbeschichtetem Glas.

## Unterscheidungsmerkmale von Sonnenschutzgläsern

### Sonnenschutzwirkungsgrad
Grundsätzlich ist die Wirksamkeit jedes Sonnenschutzes abhängig vom Nutzerverhalten, dem Anbringen und der Hinterlüftung des Sonnenschutzes, dem Abstand von der Verglasung und der Art der Verglasung. Je nach Ausrichtung, Bauweise und Nutzung des Gebäudes werden auch unterschiedliche Anforderungen an Sonnenschutz durch Glas gestellt.

### Gesamtenergiedurchlassgrad
Der Grad der Sonnenschutzwirkung bei Glas wird durch den Gesamtenergiedurchlassgrad, den g-Wert, bestimmt. Die Gesamtenergie setzt sich zusammen aus der Sonnenenergie, die direkt durch das Glas in das Innere des Raumes gelangt, und der Energie, die bei Glaserwärmung nach innen abgegeben wird. Je kleiner der g-Wert, desto höher ist die Sonnenschutzwirkung. Der g-Wert von modernen Sonnenschutzgläsern liegt zwischen 0,18 und 0,48, die Werte von Wärme-Isolierverglasungen liegen zwischen 0,6 und 0,65, bei 3-fach-Verglasungen bei 0,55.

### Lichtdurchlässigkeit
Sonnenschutzgläser besitzen, je nach Wirkungsgrad, eine Lichtdurchlässigkeit zwischen 50 und 70 % (zum Vergleich: Wärmeschutzgläser haben eine Lichtdurchlässigkeit von ca. 80 %). Diese Werte reichen je nach Fensteranteil völlig aus, um das Rauminnere durch Tageslicht zu erhellen. Einen Blendschutz bieten Sonnenschutzgläser nicht, dieser kann durch zusätzliche Verschattungssysteme wie Jalousien oder Rollos erreicht werden.

### U-Wert von Verglasungen
Der Wärmedurchgangskoeffizient, der sogenannte U-Wert, sollte bei Verglasungen möglichst niedrig sein, um im Winter die Wärme im Inneren nicht nach außen entweichen zu lassen. Sonnenschutzgläser, die als Isoliergläser mit Wärmedämmung ausgestattet sind, besitzen diese niedrigen U-Werte. Beide Funktionen, Sonnen- und Wärmeschutz, werden bereits teilweise durch nur eine Beschichtung erfüllt. Das derzeit effizienteste Sonnenschutzglas hat einen Ug-Wert von 1,0 W/(m²·K) im Zweischeibenisolierglas.

### Selektivität
Die Selektivität S eines Glases gibt das Verhältnis der Lichtdurchlässigkeit TL zum Gesamtenergiedurchlassgrad g an: S = TL/g. Bei Sonnenschutzgläsern ist eine hohe Lichtdurchlässigkeit bei niedrigem g-Wert gewünscht, dementsprechend gibt eine hohe Selektivitätskennzahl ein besonders günstiges Verhältnis wieder. Die leistungsstärksten Sonnenschutzgläser erreichen inzwischen Selektivitätswerte von > 2.

## Herstellung
Am Anfang steht die klassische Glasherstellung im Floatglasverfahren. Bei diesem endlos-kontinuierlichen Prozess durchläuft das Glas, welches hauptsächlich aus den Materialien Quarzsand, Kalk und Soda besteht, eine lange Produktionslinie. Das zunächst flüssige Glas wird durch sehr langsames Abkühlen fest und dann in Bandmaße von bis zu 800 × 321 cm zugeschnitten und zu Weiterverarbeitungswerken transportiert.
Seine Eigenschaften erhält das Sonnenschutzglas bei Bandmaßen bis zu 600 × 321 cm durch Beschichtung und/oder Einfärbung der Gläser, je nachdem, ob farbiges oder farbneutrales Sonnenschutzglas hergestellt werden soll. Es gibt zwei Beschichtungsverfahren: das pyrolytische und das Magnetron-Verfahren.

### Magnetron-Beschichtungsverfahren
Das so genannte Mehrkammer-Magnetron-Hochvakuum-Beschichtungsverfahren wird heute überwiegend verwendet. Es handelt sich hierbei um ein sogenanntes Off-Line Verfahren, d. h. die Beschichtung wird nicht bei der eigentlichen Glasherstellung aufgebracht, sondern in einem separaten Produktionsprozess. Bei der Magnetron-Technologie wird das Glas hauchdünn mit Edelmetall beschichtet und erreicht durch die sehr präzise Steuerung eine außergewöhnliche Gleichmäßigkeit der Schichtdicke.

### Pyrolytisches Beschichtungsverfahren
Das pyrolytische Verfahren ist ein sogenanntes On-Line Verfahren. Hierbei werden bei der Flachglasherstellung flüssige Metalloxide auf das heiße Glas gesprüht. Die Metalloxide werden regelrecht in die noch heiße Glasoberfläche eingebrannt. Pyrolytische Schichten zeichnen sich durch hohe mechanische Beständigkeiten und Korrosionsfreiheit aus.

## Auswahl der Sonnenschutzgläser
Maßgeblich für das richtige Glas sind die Sonnenschutzwirkung, die Lichtdurchlässigkeit und die Ästhetik. Für den Einsatz im Wohnbereich eignet sich in den meisten Fällen ein Glas mit einer hohen Lichtdurchlässigkeit und einem leichten Sonnenschutz (Lichttransmission 70 % / g-Wert 40 %). Bei Dachverglasungen wählt man dagegen eher ein Glas mit einer höheren Sonnenschutzwirkung. Weiterhin ist der Ug-Wert (hierbei gilt: je niedriger desto besser) für die Wahl des Sonnenschutzglases von Bedeutung.

## Wirkung in der Praxis
Sonnenschutzgläser können bis zu 82 % der auftreffenden Sonnenenergie abhalten. Bei der Studie eines Ingenieurbüros wurde im Jahr 2007 die Wirkung von Sonnenschutzglas im Vergleich zu einer konventionellen Wärmeschutzverglasung in vier verschiedenen Räumen (Wohnzimmer, Kinderzimmer, Dachzimmer und Wintergarten) getestet. Dabei konnten die Durchschnittstemperaturen in den Räumen mit Sonnenschutzverglasung sowohl in einer Hitzeperiode als auch im Jahresschnitt spürbar gesenkt werden. Im Test-Wohnzimmer mit leichtem Sonnenschutzglas herrschten an 7 % der Nutzungszeit Temperaturen über 26 Grad. Mit konventioneller Wärmeschutzverglasung mussten die Bewohner 22 % der Nutzungszeit Temperaturen über 26 Grad aushalten.
Sonnenschutzglas kann andere Verschattungssysteme ersetzen und Kühlgeräte wie Klimaanlagen entlasten oder teilweise auch ersetzen, wodurch die Umwelt geschont und Energie eingespart wird.

## Einsatzbereiche
Sonnenschutzgläser gibt es in verschiedenen Variationen: farbneutral, farbig oder reflektierend, plan oder gebogen und in unterschiedlichen Größen. Sie können sowohl vertikal als auch über Kopf angebracht werden. Sie kommen bei Glasfassaden zum Einsatz, als punktgehaltene Fassadengläser, geklebt, als Doppelfassaden und Außenwandverkleidungen.
Der Einbau von Sonnenschutzgläsern kann insbesondere in folgenden Situationen sinnvoll sein:
- wenn der Blick nach draußen immer frei sein soll beziehungsweise wenn die freie Einsicht wichtig ist (z. B. bei Schaufenstern) und Blendschutz eine untergeordnete Rolle spielt
- dort, wo außenliegende Sonnenschutzsysteme aus ästhetischen oder Gründen des Denkmalschutzes nicht erwünscht oder zugelassen sind
- wo ein geringer Pflegeaufwand gewünscht ist
- wenn der Preis für die Bebauungsfläche so hoch ist, dass ein außenliegender Schutz zu teuer wird

## Zusatzfunktionen
Moderne Sonnenschutzgläser werden meist als Isolierglas hergestellt. Damit besitzen sie gleichzeitig eine wärmedämmende Funktion. Sonnenschutzgläser lassen sich auch als vorgespanntes Einscheibensicherheitsglas (ESG) oder als Verbundsicherheitsglas (VSG) herstellen und bieten so Schutz gegen Verletzungsgefahr und Einbruch.
Eine weitere nützliche Zusatzfunktion ist die Selbstreinigung. Eine spezielle Beschichtung auf der Außenseite des Glases bewirkt eine Zersetzung des auf dem Glas haftenden Schmutzes, der dann durch Regen oder Spritzwasser weggespült wird.
Mit einer speziellen Akustikfolie im Scheibenzwischenraum und einem etwas anderen Scheibenaufbau erhalten die Gläser zudem eine schallschützende Wirkung. Auch Sonnenschutzglas in Kombination mit Design ist möglich, farbig oder mit Ornamenten.
Adaptive oder schaltbare Sonnenschutzgläser sind Gläser deren Lichtdurchlässigkeit veränderbar ist. Damit können sie sich automatisch oder nutzergesteuert an eine sich ändernde Sonneneinstrahlung anpassen. Schaltbare Sonnenschutzgläser gehören zu den sogenannten intelligenten Gläsern. Zu den für schaltbare Sonnenschutzgläser eingesetzten Techniken gehören die Elektrochromie und die Thermochromie.

## Kombination mit Verschattungssystemen
Sonnenschutzgläser bieten einen wirksamen Schutz gegen Überhitzung im Inneren, jedoch keinen Blendschutz. Um die störende Blendung ganz auszuschließen und die Aufheizung noch mehr zu vermeiden, sind zusätzliche Verschattungssysteme sinnvoll. Dabei sind auch gewisse Einschränkungen zu beachten: Außen liegende Verschattungen haben den Nachteil, wind- und schmutzanfällig zu sein und sie müssen regelmäßig gewartet werden. Innenliegende Verschattungssysteme können ebenfalls reparaturbedürftig sein, sie sind schmutz- und staubanfällig und können verbleichen. Eine andere Alternative sind Wärmeschutzgläser mit integriertem Verschattungssystem, hierbei befinden sich Lamellen im Zwischenraum des mehrscheibigen Glases.